# Nino De Angelo
Nino De Angelo, pseudonimo di Domenico Gerhard Gorgoglione (Karlsruhe, 18 dicembre 1963), è un cantante e attore tedesco con origini italiane.

## Biografia
Il genere musicale maggiormente praticato da Nino De Angelo è quello del pop melodico, con testi prevalentemente in lingua tedesca; nel terzo millennio il cantante si è prodotto anche nello schlager.
Ha esordito nei primi anni ottanta. Risale a questo periodo la sua canzone più famosa, Guardian Angel, della quale esistono cinque versioni: in inglese (portata al successo col progetto musicale Masquerade dal cantante e produttore tedesco Drafi Deutscher), in tedesco (Jenseits Von Eden), rimasta in prima posizione in Germania Ovest, Austria e Svizzera per 5 settimane), in italiano (La valle dell'Eden), che conquisterà il primo posto nella hit parade francese), in olandese (Ver Van Het Leven, affidata a Vicky Léandros) e in ceco (Jinak to nejde, cantata da Stanislav Hložek, Petr Kotvald e Hana Zagorová).
Nel 1985 ha pubblicato per la prima volta un album interamente in lingua italiana, Figlio della notte.
Ha rappresentato la Germania Ovest all'Eurovision Song Contest 1989 con Flieger, classificandosi al 14º posto con 46 punti.
Gli anni novanta sono stati piuttosto difficili per il cantante, tra flop discografici e problemi di salute (un linfoma). Ristabilitosi perfettamente, ha anche nuovamente incontrato i favori del pubblico nel 2000 con la canzone Schwindelfrei, rimasta a lungo nella classifica tedesca dei singoli più venduti.
Nel 2004 si è cimentato in cover di celebri canzoni di artisti italiani, raccolte in un album intitolato, non a caso, Un Momento Italiano.
Nel 2017 ha pubblicato l'album Liebe Fur Immer, contenente il singolo omonimo caratterizzato da un testo in tedesco e in minima parte in italiano. Il disco ha ottenuto un buon successo.
Con l'album Gesegnet und Verflucht del 2021 Nino De Angelo ha conquistato ancora una volta la top ten della classifica relativa in Germania, arrivando addirittura al secondo posto, così come in Austria.
Nino De Angelo ha anche preso parte ad alcune pellicole cinematografiche, senza però incassare particolari elogi da parte della critica.

## Vita privata
Dal suo primo matrimonio, terminato con un divorzio, sono nati una femmina, Louisa-Marie (che ha intrapreso la carriera di attrice usando inizialmente il proprio nome Louisa-Marie Gorgoglione per poi adottare lo pseudonimo Lou Beyer), e un maschio, Luca Leon. Dopo altri due divorzi, il cantante si è sposato con Larissa, una donna molto più giovane di lui, che nel 2017 gli ha dato un maschio, Domenico.

## Discografia

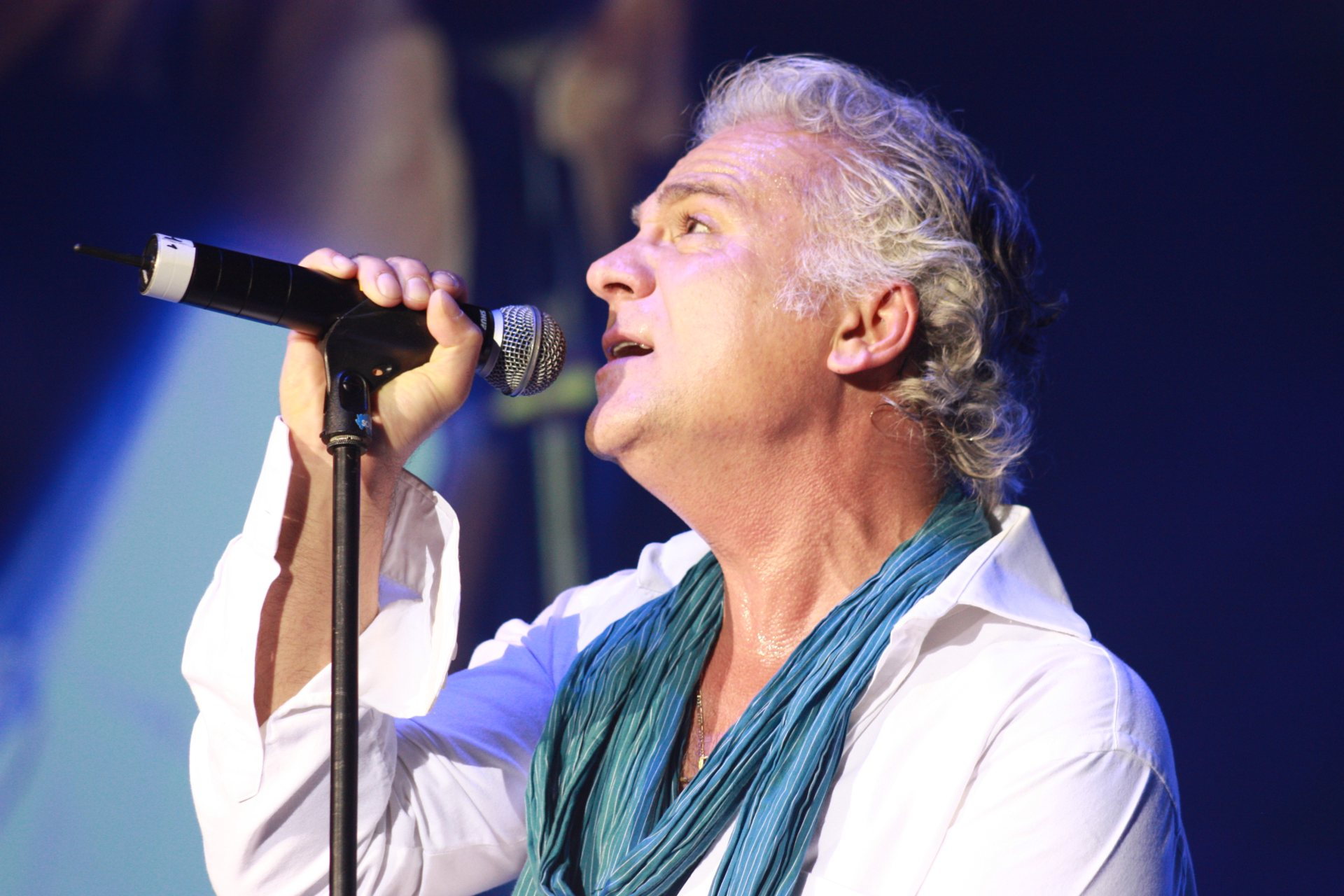
Nino De Angelo in concerto a Magdeburgo nel 2010

### Album
- 1983: Junges Blut
- 1984: Jenseits Von Eden
- 1984: Nino
- 1984: Zeit Für Rebelle
- 1985: Time To Recover
- 1986: Ich suche nach Liebe
- 1987: Durch tausend Feuer
- 1988: Baby Jane
- 1989: Flieger
- 1989: Samuraj
- 1991: De Angelo
- 1993: Verfluchte Zeiten
- 2000: Schwindelfrei
- 2002: Solange man liebt
- 2003: Zurück nach vorn
- 2004: Un Momento Italiano
- 2005: Nino
- 2012: Das Leben ist schön
- 2014: Meisterwerke – Lieder meines Lebens
- 2017: Liebe für immer
- 2019: 2in1
- 2021: Gesegnet und Verflucht
- 2023: Von Ewigkeit zu Ewigkeit
- 2024: Irgendwann im Leben

### Singoli
- 1981: Siebzehn
- 1981: Der Ring, Den Du Trägst
- 1982: Vielleicht (Seit Jimmy Zu Den Sternen Ging)
- 1982: Sarà La Nostalgia
- 1982: Und Ein Engel Fliegt In Die Nacht
- 1982: Jenseits Von Eden
- 1983: La Valle dell'Eden
- 1983: Engel Und Teufel, Luisa
- 1983: Ich Sterbe Nicht Nochmal
- 1983: Giganti
- 1984: Guardian Angel
- 1984: Atemlos
- 1984: Unchained Love
- 1985: Sometimes When I'm Sleeping
- 1985: Ich Habe Mich An Dich Verloren
- 1986: Ich suche nach Liebe
- 1986: Wünsche Der Nacht
- 1986: Du Bist Ein Teil Von Mir
- 1987: Only Wanna Be With You
- 1987: Engel Der Nacht
- 1988: Baby Jane
- 1988: Flieger
- 1989: Samuraj
- 1989: Who's Gonna Love You Tonight
- 1989: If There Is One Thing That's Forever
- 1990: Vielleicht (Muss Man Erstmal Durch Die Hölle)
- 1991: La Luna
- 1991: Du Bist Das Feuer
- 1993: Ich Fahr Die Nacht...
- 1994: Kleiner Großer Mann
- 1997: I Can See The Light
- 2000: Schwindelfrei
- 2001: Engel
- 2002: Wenn Du Lachst
- 2003: Lass Uns Fliegen
- 2004: Maledetta primavera
- 2005: Wie Der Wind
- 2012: Heiligenschein
- 2012: Niemals Zu Alt Um Jung Zu Sein
- 2014: Wie soll ein Mensch das ertragen
- 2016: Symphonie
- 2017: Mach Das Nochmal
- 2017: Solange Mein Herz Noch Schlägt
- 2017: Liebe Für Immer
- 2018: Angel
- 2020: Gesegnet und Verflucht
- 2021: Zeit heilt keine Wunden
- 2021: Sag es meinem Herzen bitte nicht
- 2021: Helden
- 2022: An irgendwas glauben
- 2022: Veni Vidi Vici
- 2022: Mein Kryptonit
- 2023: Memento Mori (con Sotiria)
- 2023: Bella Ciao
- 2023: Nicht Eine Träne
- 2024: Ich hab Dich nie vergessen (con Joachim Witt)
- 2024: Willst du mit mir gehn (con Jenice)
- 2024: Irgendwann im Leben